# Weeki Wachee
Weeki Wachee – miasto w Stanach Zjednoczonych, w stanie Floryda, w hrabstwie Hernando.